# Chalcides bedriagai
El eslizón o estingo ibérico (Chalcides bedriagai)  es una especie de lagarto de la familia Scincidae. Es ovovivíparo.

## Descripción
Lagarto de pequeño tamaño, con una cabeza pequeña, triangular, ensanchada y con hocico redondeado. Cuerpo corto y grueso de sección redondeada o cuadrangular, recubierto de escamas lisas y brillantes. Extremidades pequeñas, cola de sección circular de menor longitud que el cuerpo. Especie con dimorfismo sexual, las hembras son de mayor tamaño. La coloración puede ser de pardo-amarillenta a olivácea, con el vientre de coloración blanquecina o amarillenta.

## Distribución
Es una especie endémica de la península ibérica y se distribuye en la mayor parte de ella, excepto en el extremo norte (cordillera Cantábrica, Asturias y País Vasco). Por el oeste alcanza las zonas costeras del sur de La Coruña. Existen poblaciones insulares tanto en el Atlántico (Islas Cíes, Isla de Ons, Isla de Sancti Petri), como en el Mediterráneo (islas del Mar Menor e Isla de Tabarca).

## Hábitat
La práctica totalidad de su área de distribución se encuentra dentro de la región bioclimática mediterránea y en las zonas más frescas, sudoeste de Galicia, sur de Cantabria y norte de Burgos. Siempre ocupa áreas muy térmicas.
Necesita una serie de requerimientos básicos: suelos (preferentemente arenoso o terroso), abundantes refugios (piedras, raíces y hojarasca) y orientación (solanas térmicas), cuya falta o escasez pueden limitar su presencia.

## Amenazas
Al ser una especie en general escasa, con una distribución muy localizada y vinculada a determinados hábitats, cualquier modificación de estos provocan la desaparición de toda la población. Las poblaciones insulares y costeras son las que están más amenazadas por la excesiva presencia humana y sus consecuencias (incendios, captura ilegal, colonias felinas, destrucción de hábitat, etc.). También la presión urbanística en las costas tanto mediterráneas como atlánticas, hacen temer por su conservación.